# La General Ediciones
La General Ediciones fue una editorial de historietas española, fundada en Valencia en 1988 por Manel Gimeno y Juan Puchades, quienes ya tenían un estudio de diseño e ilustración con el mismo nombre. Editó fundamentalmente álbumes.

## Trayectoria editorial
Su primera colección fue Moriarty, compuesta por seis números.
Bajo la dirección de Juan Puchades, en 1990 lanzó dos colecciones nuevas (Papel Mojado, de temática erótica, y Las Antípodas, más libre), además de la publicación mixta de crítica e historietas "El Maquinista". Ésta fue a la postre la publicación de la editorial que mayor éxito tuvo.

## Álbumes de historietas
| Título                      | Año     | Autoría                         | Colección     | Tipo         |
| --------------------------- | ------- | ------------------------------- | ------------- | ------------ |
| Amor Pasión                 | 1988    | Juan Puchades                   | Moriarty      | Nueva        |
| Calor Humano                | 1988    | Carlos Ortín                    | Moriarty      | Recopilación |
| Doble Engaño                | 05/1989 | Rafa Fonteriz                   | Moriarty      | Nueva        |
| Todo al negro               | 05/1989 | Keko                            | Moriarty      | Recopilación |
| Aventuras de Peter Plumcake | 1990    | Carlos Rubio/Scaramuix          | Moriarty      | Recopilación |
| Motel Nawi                  | 1990    | Manel Gimeno                    | Moriarty      | Nueva        |
| El brillo de una mirada     | 1990    | Emilio Ruiz/Ana Miralles        | Papel Mojado  | Nueva        |
| Marisco                     | 1990    | Micharmut                       | Las Antípodad | Nueva        |
| Voraz                       | 1991    | Keko                            | Papel Mojado  |              |
| El legado                   | 1991    | Rafa Fonteriz                   | Papel Mojado  |              |
| Altamiro Rupestre           | 1993    | Manel Gimeno/Juanvi Chuliá      | La Tira       | Recopilación |
| Los Llopis                  | 1993    | Juan Puchades/Joan Carles Martí | La Tira       | Recopilación |